# Калугин, Олег Данилович
Оле́г Дани́лович Калу́гин (род. 6 сентября 1934, Ленинград) — бывший генерал-майор КГБ (1974 год; лишён звания в 2002 году), бывший высокопоставленный руководитель подразделений центрального аппарата и территориальных органов КГБ, общественный и политический деятель заключительного периода перестройки в СССР, народный депутат СССР, член КПСС (1957—1990).
В 1990 году выступил на конференции Демократической платформы в КПСС с разоблачительными заявлениями о деятельности КГБ, после чего был приглашён в эфир телепрограммы «Взгляд» и начал давать многочисленные интервью советской и зарубежной прессе. Все его заявления КГБ официально назвал клеветническими. В начале 1990-х годов Калугин активно участвовал в деятельности движения «Демократическая Россия». Был первоначально лишён воинского звания Постановлением Совмина СССР от 29 июня 1990 года № 621-88, восстановлен Указом Президента СССР от 31 августа 1991 года № УП-2516.
В 1995 году выехал из России в США, где до этого (в 1994 году) опубликовал разоблачительную книгу «Первое главное управление. Мои 32 года в разведке и шпионаже против Запада», выступал в прессе и свидетелем на судебных процессах против выявленных и арестованных агентов КГБ и СВР.
В Российской Федерации в 2002 году был заочно осуждён за государственную измену и приговорён к 15 годам лишения свободы с отбыванием наказания в колонии строгого режима, по приговору Мосгорсуда лишён воинского звания, персональной пенсии и двадцати двух государственных наград СССР. Президент России Владимир Путин и ряд сотрудников российских спецслужб называли Калугина предателем.
В 2003 году получил американское гражданство. Живёт в США, где занимается общественной, преподавательской и публицистической деятельностью.

## Биография

### Семья
Олег Данилович Калугин родился 6 сентября 1934 года в Ленинграде. Его отец — выходец из крестьян Орловской губернии, окончил 7 или 8 классов школы, с 1930 по 1955 год работал в НКВД-МГБ, где в его функции входила охрана руководящих деятелей Ленинграда, проработал около 25 лет, имел звание капитана. Его мать работала официанткой в столовой НКВД.
Супруга — Людмила Викторовна Калугина, урождённая Иванова. Её отец, полковник, служил начальником ленинградского филиала Военно-политической академии, мать преподавала математику в средней школе. Людмила окончила физико-математический факультет Ленинградского педагогического института имени Герцена. Бракосочетание Олега и Людмилы Калугиных состоялось 25 сентября 1954 года. Первая дочь родилась в 1955 году, вторая, Юлия, в 1963 году в Нью-Йорке.
Увлечения — чтение, музыка, домино. Любимый вид спорта — плавание, рыбалка. Владеет английским, немецким и арабским  языками.

### Служба в органах государственной безопасности СССР
С 1952 года до 1989 года Олег Калугин состоял в кадровом составе КГБ при Совете министров СССР (позднее — КГБ СССР).

#### Учёба
Сразу после окончания средней школы в Ленинграде в 1952 году, окончил подряд два высших учебных заведения системы МГБ-КГБ, учёба в которых засчитывалась в стаж службы в органах госбезопасности:
- 1952 год—1956 год — слушатель Института иностранных языков МГБ СССР (с марта 1954 года — КГБ при Совете министров СССР) в Ленинграде (начальник института полковник Попович). Изучал английский в качестве основного (первого) иностранного языка, а вторым — немецкий (сдал экзамен за программу четырёх семестров языкового вуза). В 1955 году присвоено первое офицерское воинское звание — младшего лейтенанта, аттестован в офицерский состав КГБ. Проходил оперативную практику в УКГБ по городу Ленинграду и Ленинградской области, в отделе контрразведки на транспорте. Окончил институт с отличием. Женился. Был принят кандидатом в члены КПСС.
- 1956 год—1958 год — под школьной фамилией «Кедров» был слушателем Высшей разведывательной школы № 101 КГБ при Совете Министров СССР, располагавшейся тогда недалеко от подмосковной Балашихи (начальник школы — генерал-майор В. В. Гриднев, начальник курса — капитан первого ранга Визгин). Изучал арабский в качестве основного (первого) иностранного языка, освоил за два академических года программу шести семестров языкового вуза. Совершенствовал знания английского языка. Вступил в члены КПСС, был секретарём партийной ячейки в учебной группе, членом редколлегии «школьной» стенной газеты. Повышался в воинском звании. По окончании школы поступил в распоряжение Управления кадров КГБ при Совмине СССР для дальнейшего распределения на оперативную работу.

#### Во внешней разведке КГБ
- Согласно языковой специализации на арабском языке, первоначально планировался к распределению на службу в Восьмой (восточный) «географический» отдел ПГУ в Москве с перспективой скорой командировки в Каир, но был направлен в Первый (американский) «географический» отдел ПГУ (начальник — Александр Феклисов).
- В августе 1958 года старший лейтенант Калугин был назначен на должность оперуполномоченного в центральный аппарат ПГУ в Москве и сразу выведен в действующий резерв КГБ для подготовки к первой служебной загранкомандировке в США — на стажировку в рамках международных молодёжных обменов. Шестилетнее обучение в системе МГБ-КГБ было залегендировано мнимой учёбой на филологическом факультете Ленинградского государственного университета имени Жданова (технической службой КГБ был изготовлен фальшивый диплом с отличием № 981064 за подписью ректора ЛГУ им. А. А. Жданова, членкора Академии наук СССР, профессора Александрова). Как вспоминает Калугин, готовясь к выезду в США, он проживал в Москве в гостинице «Пекин», половина которой принадлежала Хозяйственному управлению КГБ.
- 1958 год—1959 год — по программе фонда Фулбрайта для обучения журналистике[7] находился на оперативной стажировке в Колумбийском университете в Нью-Йорке (США) в одной группе с А. Яковлевым, в ту пору — аспирантом Академии общественных наук при ЦК КПСС. Во время стажировки привлёк к секретному сотрудничеству с разведкой КГБ под агентурным псевдонимом «Кук» «инициативника» — «раскаявшегося» советского невозвращенца Анатолия Кудашкина, работавшего в крупной американской химической корпорации «Тиокол» над секретным твёрдым топливом для стратегических ракет. Это стало отправной точкой начала блестящей и стремительной карьеры в системе ПГУ. Ряд бывших чекистов (в частности, резидент советской разведки в Вашингтоне Александр Соколов) подозревает, что эта операция была внедрением в КГБ «подставы» ЦРУ-ФБР для обеспечения быстрого карьерного роста Калугина, ранее самого завербованного американскими спецслужбами[5]. По мнению Соколова, «Кук» был агентом ФБР, который специально подставился Калугину[5].
- По окончании стажировки в США и возвращении в СССР в 1959 году успешный молодой разведчик Калугин не был направлен на «отсидку» в «Центр». Его оставили в действующем резерве КГБ и сразу направили на работу в новое учреждение прикрытия — Комитет СССР по радиовещанию, где он был назначен на должность прикрытия редактора Главной редакции международной информации, по согласованию с председателем Госкомрадио Кафтановым и стал готовиться к выезду в новую командировку по линии КГБ в США.
- Летом 1960 года выехал в долгосрочную служебную командировку оперуполномоченным в «легальную» резидентуру КГБ в Нью-Йорке (США), которая работала под прикрытием постоянного представительства СССР при ООН (резиденты: Владимир Барковский, Борис Иванов). Калугин работал под журналистским прикрытием без дипломатического статуса — корреспондентом Московского радио, сдружился с правдистом Борисом Стрельниковым, известинцем Станиславом Кондрашовым, тассовцем Сергеем Лосевым. «Чистый» журналист Виталий Кобыш был заведующим бюро Московского радио в США и начальником Калугина по прикрытию. Разведчик Калугин под псевдонимом «Феликс» с 1960 до 1964 года работал в Нью-йоркской легальной резидентуре КГБ по линии «ПР» (политическая разведка), где его непосредственными начальниками были последовательно замы резидента по линии «ПР» Николай Кулебякин, Николай Багричев и Михаил Полоник. По признаниям Калугина, в период работы в Нью-Йорке ему доводилось путём соблазнения заводить связи с незамужними женщинами из интересовавших разведку учреждений. Оперативная работа Калугина в США пришлась на самый разгар «холодной войны» (Карибский кризис, арест нелегала Вильяма Фишера и его обмен на пилота Пауэрса, и т. п.), важные события в США (приход в Белый дом Джона Кеннеди и его последующее убийство) и СССР (смещение Никиты Хрущёва и приход Леонида Брежнева). В 1964 году Калугин стал на служебном жаргоне чекистов «погорельцем» — был вынужден досрочно возвратиться в СССР после измены в Женеве сотрудника Второго управления КГБ Юрия Носенко, осуществлявшего контрразведывательный контроль за сотрудниками советской делегации. По данным КГБ, Носенко имел случайный доступ к переписке агента «Кука» и мог «расшифровать» Калугина как сотрудника КГБ.
- После возвращения в СССР в 1964 году в целях перестраховки Калугин вначале остается в действующем резерве КГБ — на «отсидке» в учреждении прикрытия в Госкомитете по радиовещанию, но довольно скоро зачисляется на годичные курсы усовершенствования квалификации руководящего состава, что открывает ему дорогу к дальнейшему карьерному росту. В декабре 1964 года он был награждён орденом «Знак Почёта» за предыдущую успешную вербовочную работу.
- Окончить курсы повышения квалификации Калугину не удалось. Уже в начале 1965 года его срочно выводят в учреждение прикрытия — в отдел печати МИД СССР — для подготовки к новой долгосрочной загранкомандировке в США.
- В июле 1965 года он выезжает в «легальную» резидентуру КГБ в Вашингтоне на руководящую работу — первым заместителем легального резидента Бориса Соломатина по линии «ПР». Калугин работает уже под дипломатическим прикрытием пресс—атташе советского посольства в Вашингтоне сначала в дипломатическом ранге второго, а затем — первого секретаря. Резидентура в Вашингтоне обрела в 1966 году статус Главной или Головной, но по численности оперсостава уступала нью-йоркской в 4—5 раз. Во время отсутствия Главного резидента Калугин исполнял его обязанности, что позволило попасться на глаза начальника разведки и председателя КГБ.
- В 1971 году, вернувшись ранее из США в СССР, полковник Калугин меняет специализацию: из политической разведки он переходит во внешнюю контрразведку — на только что созданную руководящую должность заместителя начальника Второй службы ПГУ, сформированной в 1960-х годах на базе нескольких самостоятельных отделов ПГУ, прежде всего 14-го (внешняя контрразведка) и 9-го (агентурная работа по русской и советской эмиграции). Это кадровое продвижение Калугина означало повышение сразу на две ступени в иерархии центрального аппарата разведки и прибавило ему завистников. В 1972 году Вторая служба ПГУ была реорганизована в управление внешней контрразведки ПГУ КГБ при Совмине СССР, в задачи которого входило агентурное проникновение в западные спецслужбы, «оперативные игры» с противником и контрразведывательная профилактика сотрудников ПГУ на их потенциальное сотрудничество в пользу иностранных разведок и контрразведок, а также обеспечение безопасности совзагранучреждений. Полковник Калугин стал заместителем начальника управления «К», а после перевода в 1973 году начальника управления генерала Боярова в заместители начальника Второго главка КГБ, Калугин занял его освободившуюся генеральскую должность во главе управления внешней контрразведки ПГУ. В 1974 году в возрасте сорока лет, Калугин получил воинское звание генерал-майора, став, по его словам, самым молодым генералом в системе КГБ[7]. С 1972 по 1979 годы он неоднократно выезжал в краткосрочные инспекционные поездки в резидентуры КГБ за рубежом. В 1970-х годах Калугин занимался успешным чехословацким разведчиком в США Кёхером[8], который считает, что его аресту ФБР в 1984 году послужила «сдача» его американцам именно Калугиным[9].
- В 1975 году Калугина наградили орденом Красного Знамени за руководство и личное участие в реализации операции по заманиванию обманом в СССР перевербованного в Вашингтоне Николая Артамонова (агента «Ларка»), которого КГБ затем подозревал в двойной игре и сотрудничестве со спецслужбами США. Его похищение опергруппой КГБ в австрийской столице Вене и нелегальный перевоз через австро-чехословацкую границу привели к смерти Артамонова (по версии Калугина — по неосторожности из-за передозировки анестезирующего средства). Бывший сотрудник КГБ Соколов прямо обвиняет Калугина в предумышленном убийстве двойного агента, который мог раскрыть причастность самого Калугина к секретной работе на спецслужбы США[5][10]. Версия Соколова отвергается историком спецслужб Борисом Володарским[англ.][11].
- Стремительная карьера Калугина в ПГУ КГБ СССР внезапно оборвалась в конце 1979 года — начале 1980 года. По его словам, вопреки мнению руководства первого главка, он встал на защиту его первого агента «Кука» и поплатился за это карьерой в разведке. Вернувшегося в СССР и ставшего сотрудником Института мировой экономики и международных отношений Академии наук СССР «Кука» сотрудники УКГБ по Москве и Московской области захватили с поличным при попытке совершения сделки, включавшей валютные операции, скупку и попытку вывоза за рубеж художественных ценностей. Но вскоре стало выясняться, что предполагаемое преступление, за которое посадили «Кука», — для отвода глаз. В основе всего дела — подозрения в шпионаже и антисоветском настрое. Тень падала на самого Калугина. По версии последнего, эта надуманная «шпионская» история была сфабрикована с подачи начальника Московского УКГБ Виктора Алидина, который внедрил в окружение «Кука» провокатора-валютчика.
- Другим эпизодом, повлиявшим на карьеру начальника управления «К» ПГУ, стало невозвращение из командировки в США заместителя генерального секретаря ООН Аркадия Шевченко. Резидент в Нью-Йорке Юрий Дроздов предупреждал Калугина о возможном «предательстве» Шевченко, но тот вовремя не принял соответствующих мер против протеже министра иностранных дел и члена Политбюро ЦК КПСС Андрея Громыко. По мнению полковника советских российских спецслужб Андрея Воронова, по этой причине Калугин затаил обиду на руководство[12].

#### В территориальных контрразведывательных органах КГБ СССР
- В 1980 году председатель КГБ СССР Юрий Андропов переводит генерала Калугина из центрального аппарата КГБ СССР в территориальное (областное) управление, из внешней контрразведки ПГУ — в контрразведку обычную. По мнению В. Легостаева, такой перевод подозреваемого в связи с ЦРУ Калугина объяснялся тем, что «Андропову не хотелось привлекать внимания к факту предательства в руководстве своего ведомства»[13]. Первоначально Андропов хотел перевести  Калугина в Ленинград на должность заместителя городского подразделения КГБ. Против этого решительно возражал 1-й секретарь горкома Романов[14].
- В 1987 году Калугин написал и через Александра Яковлева передал Михаилу Горбачёву письмо с обоснованием необходимости реформы органов КГБ, включая их деполитизацию и департизацию, ликвидацию системы политического сыска, строгую отчётность КГБ перед парламентом и гласное освещение многих аспектов его деятельности[15]. После этого Калугин был снова переведён в Москву[15].
- 1987 год — 1989 год — на постах начальника первых (режимных) отделов аппарата Академии наук СССР и затем Министерства электронной промышленности СССР курировал их контрразведывательное обеспечение по линии КГБ СССР[15].
- В 1989 году по достижении пенсионного возраста генерал-майор Калугин был отправлен в запас, а затем в отставку.
- К тому моменту он был кавалером 22 правительственных наград. Некоторое время работал в Ассоциации развития информационных технологий, возглавляемой Евгением Велиховым.
- В 1990—1991 годах Калугин читал курс лекций о практике использования журналистов в интересах спецслужб и деятельности сотрудников спецслужб под прикрытием журналистских аккредитаций в разных странах мира — на факультете журналистики Института молодежи при ЦК ВЛКСМ и Госкомтруде СССР, куда его пригласил тогдашний заведующий кафедрой журналистики, в будущем спикер Госдумы РФ Геннадий Селезнёв.

### Публичная общественная и политическая деятельность
16 июня 1990 года выступил на конференции Демократической платформы в КПСС с заявлениями о деятельности КГБ. Евгений Додолев предложил ему эфир «Взгляда». Сразу после этого он начал давать многочисленные интервью советской и зарубежной прессе. 17 июля Прокуратурой СССР было возбуждено уголовное дело против него по обвинению в разглашении государственной тайны.
29 июня 1990 года КГБ выступил с заявлением, где высказывания Калугина были названы клеветническими. Затем по представлению КГБ Указом Президента СССР от 29 июня 1990 года Калугин был лишён государственных наград, а постановлением Совета Министров СССР лишён звания генерал-майор и персональной пенсии в 350 рублей в месяц и других льгот. Приказом председателя КГБ был также лишён знака «Почётный сотрудник госбезопасности». Оценив эти решения как незаконные, Калугин безуспешно подавал в суд на Рыжкова и Горбачёва. После попытки государственного переворота 19 августа 1991 года Указом Президента СССР ему вернули награды и звание.
Член КПСС до 1990 года. В июле 1990 года вышел из партии, принимал участие в демократическом движении, выступал на массовых митингах в Москве.
В октябре 1990 года участвовал в учредительном съезде движения «Демократическая Россия». Также вступил в организацию «Военные за демократию». По словам бывшего сотрудника КГБ Александра Соколова, арест Калугина в 1991 году был неизбежен, но тот «„по совету друзей“ стал искать защиты под флагом демократов».
Летом 1990 года после сложения Иваном Полозковым полномочий народного депутата СССР Калугин включился в предвыборную борьбу за освободившуюся вакансию и стал народным депутатом СССР от Краснодарского края, набрав 57% голосов. Победить на выборах ему во многом помогла группа поддержки, в которую вошли такие политические деятели, как экономист Татьяна Корягина, бывшие следователи Генеральной прокуратуры Николай Иванов и Тельман Гдлян, лидер союза военнослужащих «Щит» Виталий Уражцев. В ходе предвыборной кампании к борьбе против кандидатуры Калугина был привлечён сотрудник КГБ Олег Туманов, в своё время внедрённый в русскую службу радио «Свобода — Свободная Европа», который обвинил экс-генерала в предательстве. Однако он победил, получив 57,9 % голосов.
Против него была начата кампания преследования вплоть до угрозы привлечения к суду за разглашение государственных тайн.
В марте 1991 года во время последнего всесоюзного раунда шахтёрских забастовок, длившихся два месяца, Калугин плотно работал с лидерами шахтёрских комитетов.
В августе 1991 года Калугин узнал о попытке государственного переворота за несколько часов до его начала от своих бывших коллег, созвонился, по его словам, с Александром Яковлевым и затем отправился в «Белый дом».
После августовских событий 1991:
- до ликвидации межреспубликанской службы безопасности был советником нового председателя КГБ Вадима Бакатина. Начальник московского КГБ Евгений Савостьянов, создавший при себе общественный совет, заявлял, что включил в него и Калугина.
- выступая по советскому телевидению, утверждал, что болгарский писатель-диссидент Георгий Марков был убит в 1978 году в Лондоне по требованию Тодора Живкова. Яд и орудия убийства были предоставлены КГБ, а саму операцию провёл болгарские КГБ Болгарии.

В 1992 году получил вид на жительство в США и опубликовал свою очередную книгу «Сжигая мосты». В том же году неудачно баллотировался в депутаты Съезда народных депутатов России.
Осенью 1993 года в ИПК «Московская правда» вышла книга о Калугине «Вещий генерал, или Исповедь генерала Калугина» тиражом в 10 тысяч экземпляров; весь тираж был скуплен неизвестным кооперативом и был утрачен во время событий 1993 года, текст частично воспроизведён девять лет спустя в книге «Красная дюжина. Крах СССР: они были против» (2002).

### Эмиграция в США
В 1995 году выехал на работу в США без намерения обосноваться там на постоянное жительство.
В 2000 году Калугин и американский контрразведчик Дэйв Мэйджер, который работал в ЦРУ 24 года и раскрыл многих советских разведчиков, а в последнее время получил известность ещё и благодаря тому, что обучал шпионскому мастерству Роберта Ханссена, решили воспользоваться своими знаниями и разработали автобусный маршрут по шпионским местам Вашингтона. Акция получила широкое освещение в прессе.
20 июня 2001 года дал свидетельские показания по делу бывшего полковника армии США Джорджа Трофимоффа на заседании суда штата Флорида. Как сообщалось в американской прессе, сообщил, что в середине 1970-х годов он лично встречался с Трофимоффом. По его словам, встреча в австрийском курортном городке продолжалась несколько часов, и в ходе неё обсуждалась работа Трофимоффа в качестве агента советской разведки. Заявил, что в КГБ Трофимоффа считали ценным агентом.
Заключил контракт в качестве консультанта многосерийного англо-американского телефильма о КГБ и ЦРУ. Кроме того, намерен подписать в США ещё один контракт на издание собственных мемуаров, а также договориться об организации платных лекций. В настоящее время — управляющий директор отделения фирмы «Каннистраро ассошиэйтс» в СНГ (фирма создана бывшим сотрудником ЦРУ Винсентом Каннистраро и занимается вопросами безопасности: борьбой с терроризмом, промышленным шпионажем и так далее).
4 августа 2003 года Калугин получил американское гражданство на церемонии в отделении службы иммиграции и натурализации в Балтиморе. На момент получения гражданства он занимал пост профессора Центра контрразведки и исследования проблем безопасности, читая курс «История современного шпионажа в России», а также работал гидом на автобусных экскурсиях «По шпионским местам Вашингтона».
Живёт в штате Мэриленд. Занимается общественной, преподавательской и публицистической деятельностью.

### Заочное преследование Калугина в России
В России публичные заявления и свидетельские показания Калугина в американских судах были расценены его бывшими коллегами по органам государственной безопасности СССР как предательство. В частности, таковым его называли генерал ПГУ КГБ СССР в отставке Николай Леонов, генерал-лейтенант КГБ в отставке Вадим Кирпиченко (в интервью «Родной газете» в ответ на вопрос «Как вы относитесь к нынешнему американскому подданному господину Калугину?» сказал «Горжусь, что первым, ещё в мае 1991 года, публично назвал его предателем») и будущий президент России, полковник КГБ СССР запаса В. В. Путин (в начале 2000 года публично назвал Калугина предателем, на что тот ответил из США открытым письмом, заявив о недопустимости нарушения краеугольного принципа юриспруденции демократических стран — презумпции невиновности). По словам начальника управления «С» Первого главного управления КГБ СССР Юрия Дроздова, по вине Калугина были разоблачены несколько нелегалов, которых готовились перебросить в одну из стран. Калугин тогда занимал пост начальника управления внешней контрразведки, и Дроздов должен был у него визировать телеграмму о переброске нелегалов. В тексте телеграммы упоминались профессии разведчиков и их языки: американцам хватило этого, чтобы вычислить и арестовать нелегалов. Более того, несколько человек, работавших в США и занимавшихся бизнесом, жаловались Дроздову на то, что после вмешательства Калугина их фирма попросту обанкротилась (были изменены устав и соотношение уставного капитала). В то же время в декабре 2000 года бывший председатель КГБ Владимир Семичастный отметил, что Калугин напрямую никого не выдавал, но «по его книжкам и по его намёкам американцы раскрыли несколько человек», а нанесённый Калугиным ущерб не был таким масштабным, как нанесённый Олегом Гордиевским.
В марте 2001 года Главная военная прокуратура РФ сообщила, что против Калугина может быть возбуждено уголовное дело по факту разглашения государственной тайны. Комментируя для одной из американских газет ситуацию с раскрытием Роберта Ханссена, Олег Калугин назвал разведчиками Евгения Торопова и Сергея Третьякова, дипломатов, оставшихся соответственно в Канаде и в США. Прокуратура сочла, что обнародование фамилий этих разведчиков может классифицироваться как разглашение государственной тайны. В 2002 году по заочному приговору Московского городского суда Олег Калугин был лишён воинского звания генерал-майора КГБ СССР, всех государственных наград СССР и причитающейся ему персональной пенсии, которую получал в США с момента своего переезда туда в 1995 году. Мосгорсуд признал Калугина виновным в государственной измене и приговорил его к 15 годам лишения свободы в колонии строгого режима. Комментируя заочный приговор, в Центре общественных связей (ЦОС) ФСБ заявили, что отказ Калугина от возвращения в Россию для личного участия в судебном процессе лишний раз подтверждает осознание им своей вины перед государством и его гражданами, хотя бывшие высокопоставленные генералы ФСБ заявляли в российских СМИ, что через общественное мнение за рубежом и в России, пытались убедить Калугина к возвращению в Россию для выступления в суде и фактического его ареста, осуждения и приведения ему смертного приговора. Руководитель пресс-бюро СВР Борис Лабусов заявил, что получение бывшим генералом КГБ СССР гражданства США «ещё раз подтверждает тот факт, что он — предатель». Сам Калугин не признаёт правомочности российских судов привлекать его к уголовной ответственности по обвинениям в разглашении секретов расформированного в 1991 году КГБ и распавшегося СССР, которым он давал воинскую присягу. Он также выражает сомнения в объективности судебных разбирательств (так называемых «шпионских» процессов) в России в период президентства Путина, в чём его поддерживают некоторые общественные деятели западных стран и российской оппозиции.
Руководитель пресс-бюро СВР Борис Лабусов назвал американское гражданство «тридцатью сребрениками», которое Калугину предоставили в обмен на выдачу работавших в США агентов советской разведки.
Полковник ПГУ Виктор Черкашин, знакомый с Калугиным более 60 лет, ещё со студенчества, в августе 2015 года характеризовал его как эрудированного, незаурядного, активного и успешного оперативного работника, ставшего жертвой «подставы». Активные разоблачения Калугиным на демократических митингах в конце 1980-х — начале 1990-х годов «происков» КГБ, отъезд в 1995 году в США и предоставление американским спецслужбам сведений об агентах, завербованных советской разведкой, Черкашин связывает с обидой Калугина из-за неудавшейся в КГБ карьеры и «местью службе в целом». Вместе с тем Черкашин подчеркнул, что распространённая версия о том, что Калугин был давно завербован американцами, не соответствует действительности. Когда у КГБ появились такие ценные источники в ЦРУ и ФБР как Олдрич Эймс и Роберт Ханссен, которые владели точной информацией, кто именно являлся агентом американских спецслужб, то дважды — в 1985 и 1992 годах их специально запрашивали о Калугине, и ответ оба раза был отрицательным. Поведение Калугина в США после 1995 года, где тот выдал советских агентов, а их приговорили к длительным срокам заключения, Черкашин объяснил особенностями американского законодательства и, в частности, порядка получения гражданства США. Так, запрашивая американское гражданство, по закону этого государства, каждый соискатель обязан абсолютно честно всё рассказать о своей прежней работе, чем бы он ни занимался. Если же человек, просящий убежище, что-то скрывает, то гражданства он не получит. Следуя этому закону, пояснил Черкашин, генерал-майор ФСБ Калугин, запрашивая американское гражданство, «уже априори обязан был всё рассказать о своей службе в КГБ СССР, а он, естественно, мог рассказать очень много». Не оправдывая поступок Калугина, вместе с тем Черкашин напомнил, что на таких же условиях, как и Калугин, получили американское гражданство другие секретоносители, например, академик и вице-президент РАН Роальд Сагдеев, специализировавшийся на разработках ядерных ракет, который вступил в брак с внучкой президента Эйзенхауэра и переехал жить в США. На этих же условиях полной откровенности получил гражданство сын Хрущёва Сергей Никитич, работавший в ракетно-оборонной отрасли, хорошо осведомлённый о разработках советского военно-промышленного комплекса. На таких же условиях получили гражданство США ещё ряд упомянутых, но не названных Черкашиным поимённо, бывших сотрудников КГБ (напр., советский и российский разведчик, бывший сотрудник ГРУ Ринат Ахметшин). «И все они из этой же, что и Калугин, „серии предателей“, но о них не пишут, не говорят», — указал на двойные стандарты Черкашин.